# HOXC4
La proteína homeótica C4 (HOXC4) es una proteína codificada en humanos por el gen HOXC4.
Este gen pertenece a la familia de genes homeobox. Los genes homeobox codifican una serie de factores de transcripción altamente conservados que juegan un importante papel en la morfogénesis de todos los organismos pluricelulares. Los mamíferos poseen cuatro conjuntos de genes homeobox similares HOXA, HOXB, HOXC y HOXD, que se localizan en diferentes cromosomas y constan de 9-11 genes colocados en tándem. El gen HOXC4 es uno de los diferentes genes homeobox HOXC situado en el cromosoma 12. Tres genes, HOXC5, HOXC4 y HOXC6, comparten un exón no codificante en 5'. Los transcritos podrían incluir el exón compartido a los exones específicos de genes, o bien podrían incluir únicamente los exones específicos de genes. Se han descrito dos variantes transcripcionales que codifican la misma proteína HOXC4. La variante 1 incluye el exón compartido y la variante 2 incluye únicamente los exones específicos del gen.

## Interacciones
La proteína HOXC4 ha demostrado ser capaz de interaccionar con:
- Ku70[4]